# Międzynarodowe Spadochronowe Mistrzostwa Śląska 2004
Międzynarodowe Spadochronowe Mistrzostwa Śląska 2004 – odbyły się 29–30 maja 2004. Gospodarzem Mistrzostw był Aeroklub Gliwicki, a organizatorem Sekcja Spadochronowa Aeroklubu Gliwickiego. Patronat nad Mistrzostwami sprawował VII Oddział Związku Polskich Spadochroniarzy w Katowicach. Do dyspozycji skoczków był samolot An-2P SP-AOI. Spadochronowym Mistrzom Śląska 2004 nagrody wręczał i składał gratulacje Krzysztof Piekarczyk Dyrektor Aeroklubu Gliwickiego i Marian Brytan Prezes VII Oddziału ZPS w Katowicach.

## Rozegrane kategorie
Mistrzostwa rozegrano w sześciu kategoriach spadochronowych:
- Indywidualna spadochrony szybkie – celność lądowania
- Indywidualna SWOOP – prędkość (Skoczek ze spadochronem szybkim musiał przeciąć światło bramki na wysokości mniejszej niż 2 m i osiągnąć przy tym maksymalną prędkość. Prędkość zawodników mierzona była pistoletowym radarem policyjnym)
- Indywidualna SWOOP – dystans (skoczek ze spadochronem szybkim musiał przeciąć światło bramki na wysokości mniejszej niż 2 m i osiągnąć przy tym maksymalną odległość)
- Indywidualna SWOOP – ogólna (suma 3-ch skoków)
- Indywidualna spadochrony klasyczne celności lądowania – kobiety, 4 skoki (Skoki wykonywano z wysokości 1000 m i opóźnieniem 0–5 sekund)
- Indywidualna ogólna spadochrony klasyczne – celność lądowania.

## Kierownictwo Mistrzostw
- Sędzia Główny: Ryszard Koczorowski
- Kierownik Sportowy: Jan Isielenis
- Kierownik ds. łączności z mediami: Donat Dubiel.

Źródło: 

## Medaliści
Medalistów Spadochronowych Mistrzostw Śląska 2004 podano za: Jan Isielenis, Archiwum Sekcji Spadochronowej Aeroklubu Gliwickiego, 2004. Brak numerów stron w książce
| Konkurencja                                          | Złoto                               | Srebro            | Brąz                 |
| Indywidualnie celność – spadochrony szybkie          | Bartosz Mencel Krzysztof Martińczak | Rafał Skóra       | Marcin Wilk          |
| Indywidualnie SWOOP – prędkość                       | Bartosz Mencel                      | Donat Dubiel      | Krzysztof Martińczak |
| Indywidualnie SWOOP – dystans                        | Krzysztof Martińczak                | Rafał Skóra       | Donat Dubiel         |
| Indywidualnie SWOOP – ogólna                         | Krzysztof Martińczak                | Bartosz Mencel    | Rafał Skóra          |
| Indywidualnie celność – kobiety                      | Danuta Polewska                     | Krystyna Bielecka | Emanuela Paczulla    |
| Indywidualnie celność – ogólna spadochrony klasyczne | Danuta Polewska                     | Jan Isielenis     | Krystyna Bielecka    |

## Wyniki
Wyniki Spadochronowych Mistrzostw Śląska 2004 podano za: Jan Isielenis, Archiwum Sekcji Spadochronowej Aeroklubu Gliwickiego, 2004. Brak numerów stron w książce
W Mistrzostwach wzięło udział 12 zawodników  Polska.

### Klasyfikacja indywidualna (celność lądowania – spadochronyszybkie)
| Miejsce | Imię i nazwisko      | Noty |
| ------- | -------------------- | ---- |
| 1.      | Bartosz Mencel       | 100  |
| 1.      | Krzysztof Martińczak | 100  |
| 2.      | Rafał Skóra          | 90   |
| 3.      | Marcin Wilk          | 85   |
| 4.      | Donat Dubiel         | 80   |

### Klasyfikacja indywidualna SWOOP – prędkość
| Miejsce | Imię i nazwisko      | Noty    |
| ------- | -------------------- | ------- |
| 1.      | Bartosz Mencel       | 72 km/h |
| 2.      | Donat Dubiel         | 65 km/h |
| 3.      | Krzysztof Martińczak | 57 km/h |
| 4.      | Rafał Skóra          | 53 km/h |
| 5.      | Marcin Wilk          | 41 km/h |

### Klasyfikacja indywidualna SWOOP – dystans[b]
| Miejsce | Imię i nazwisko      | Noty    |
| ------- | -------------------- | ------- |
| 1.      | Krzysztof Martińczak | 56,40 m |
| 2.      | Rafał Skóra          | 50,90 m |
| 3.      | Donat Dubiel         | 41,10 m |
| 4.      | Bartosz Mencel       | 31,10 m |
| 5.      | Marcin Wilk          | 7,80 m  |

### Klasyfikacja indywidualna SWOOP – ogólna
| Miejsce | Imię i nazwisko      | Noty    |
| ------- | -------------------- | ------- |
| 1.      | Krzysztof Martińczak | 5 pkt.  |
| 2.      | Bartosz Mencel       | 6 pkt.  |
| 3.      | Rafał Skóra          | 9 pkt.  |
| 4.      | Donat Dubiel         | 10 pkt. |
| 5.      | Marcin Wilk          | 14 pkt. |

### Klasyfikacja indywidualna spadochrony klasyczne (celność lądowania – kobiety)
| Miejsce | Imię i nazwisko   | Noty       |
| ------- | ----------------- | ---------- |
| 1.      | Danuta Polewska]  | 6,20 pkt.  |
| 2.      | Krystyna Bielecka | 10,20 pkt. |
| 3.      | Emanuela Paczilla | 18,00 pkt. |

### Klasyfikacja indywidualna spadochrony klasyczne (celność lądowania – ogólna)
| Miejsce | Imię i nazwisko   | Noty       |
| ------- | ----------------- | ---------- |
| 1.      | Danuta Polewska   | 6,20 pkt.  |
| 2.      | Jan Isielenis     | 8,18 pkt.  |
| 3.      | Krystyna Bielecka | 10,22 pkt. |
| 4.      | Marek Rutkowski   | 11,90 pkt. |
| 5.      | Emanuela Paczulla | 18,00 pkt. |
| 5.      | Mariusz Kurelus   | 18,00 pkt. |
| 5.      | Marcin Stencel    | 18,00 pkt. |